# Liste der Filmfestivals in Kroatien
Die Liste beinhaltet die Namen der Filmfestivals, die in Kroatien stattfinden. Zudem werden genannt: die Jahreszahl der jeweiligen ersten Festival-Ausgabe, der Ort (die Stadt), in dem sich die jeweilige(n) Festival-Spielstätte(n) befinden, sowie die inhaltliche Spezialisierung des jeweiligen Festivals. Hierbei wird die Bezeichnung international verwendet, wenn es hinsichtlich der Produktionsländer der Filme keine geographische Einschränkung gibt. Die Liste ist aufsteigend nach Gründungsjahren geordnet, ein Farbwechsel in den Reihen markiert einen Wechsel im Jahrzehnt des Gründungsdatums.  
| seit | Name des Filmfestivals                              | Ort               | Ausrichtung                                                             |
| ---- | --------------------------------------------------- | ----------------- | ----------------------------------------------------------------------- |
| 1954 | Pula Film Festival                                  | Pula              | kroatische und internationale Filme                                     |
| 1972 | Animafest Zagreb – World Festival of Animated Films | Zagreb            | internationale Animationsfilme                                          |
| 1993 | Croatian Minute Film Festival                       | Požega            | internationale Kurzfilme mit einer Länge von max. 1 min                 |
| 1996 | Split Film Festival                                 | Split             | neuartige internationale Filme                                          |
| 1999 | Motovun Film Festival                               | Motovun           | international                                                           |
| 2002 | Revija Amaterskog Filma                             | Zagreb            | internationale Amateurfilme                                             |
| 2003 | Dubrovnik International Film Festival               | Dubrovnik         | internationale Spiel-, Dokumentar- und Kurzfilme                        |
| 2003 | One Take Film Festival                              | Zagreb            | Filme, die aus nur einer Einstellung bestehen                           |
| 2003 | Tabor Film Festival                                 | Burg Veliki Tabor | internationale Kurzfilme                                                |
| 2003 | Zagreb Film Festival                                | Zagreb            | internationale Erst- und Zweitfilme (Spiel-, Dokumentar- und Kurzfilme) |
| 2005 | 25 FPS Festival                                     | Zagreb            | internationale experimentelle Kurzfilme                                 |
| 2006 | Trash Film Festival Varaždin                        | Varaždin          | internationale Trashfilme                                               |